# 1997 en combiné nordique
| Années du combiné nordique : 1994 - 1995 - 1996 - 1997 - 1998 - 1999 - 2000    |
| Décennies du combiné nordique : 1960 - 1970 - 1980 - 1990 - 2000 - 2010 - 2020 |

Cette page reprend les résultats de combiné nordique de l'année 1997.

## Coupe du monde
Le classement général de la Coupe du monde 1997 fut remporté par le Finlandais Samppa Lajunen devant son compatriote Jari Mantila. En troisième place se trouve le Norvégien Bjarte Engen Vik.

### Coupe de la Forêt-noire
La coupe de la Forêt-noire 1997 fut remportée par le Finlandais Samppa Lajunen.

### Festival de ski d'Holmenkollen
Lors du festival de ski d'Holmenkollen 1997, le sprint fut remporté par le Norvégien Bjarte Engen Vik devant le Finlandais Hannu Manninen. Le Norvégien Trond Einar Elden est troisième.
Le lendemain, le Gundersen, disputé sur 15 kilomètres, vit le Norvégien Bjarte Engen Vik s'imposer de nouveau. Il devance le Finlandais Samppa Lajunen et le Suisse Andy Hartmann.

### Jeux du ski de Lahti
L'épreuve de combiné des Jeux du ski de Lahti 1997 fut remportée par le coureur finlandais Hannu Manninen. Il s'impose devant le Norvégien Halldor Skard tandis que l'Américain Tim Tetreault est troisième.

### Jeux du ski de Suède
L'épreuve de combiné des Jeux du ski de Suède 1997 n'a pas eu lieu.

## Championnat du monde
Le championnat du monde eut lieu à Trondheim (Norvège).
L'épreuve individuelle fut remportée par le Japonais Kenji Ogiwara ; c'est là son deuxième titre de champion du monde après celui de 1993. Le Norvégien Bjarte Engen Vik est deuxième et le Français Fabrice Guy, troisième.
L'épreuve par équipes a vu la victoire de l'équipe de Norvège, composée par Halldor Skard, Bjarte Engen Vik, Knut Tore Apeland et Fred Børre Lundberg. Elle s'impose devant l'équipe de Finlande (Jari Mantila, Tapio Nurmela, Samppa Lajunen & Hannu Manninen) tandis que l'équipe d'Autriche (Christoph Eugen, Felix Gottwald, Mario Stecher& Robert Stadelmann) occupe la troisième place.

## Universiade
L'Universiade d'hiver de 1997 s'est déroulée dans le comté de Muju, en Corée du Sud. L'épreuve de combiné fut remportée par le Japonais Koji Takasawa devant les Biélorusses Dmitri Seleznev et Sergueï Zakharenko, vainqueur sortant.

## Championnat du monde juniors
Le Championnat du monde juniors 1997 a eu lieu à Canmore, au Canada.
Il a couronné le Slovène Roman Perko, vainqueur l'année précédente de la coupe OPA, devant le Suisse Andreas Hartmann et le Français Ludovic Roux.

## Coupe du monde B
Le classement général de la Coupe du monde B 1997 fut remporté par le Français Frédéric Baud devant l'Autrichien Robert Stadelmann et l'Allemand Falk Weber.

## Grand Prix d'été
Le Grand Prix d'été n'a pas été organisé en 1997.

## Coupe OPA
Le jeune Français Fabrice Vischi remporte la coupe OPA 1997.
Chez les plus jeunes, c'est le coureur autrichien David Kreiner qui s'impose.